# Maraval
Maraval es una localidad de Trinidad y Tobago, que forma parte de la región de Diego Martín.

## Geografía
La localidad abarca parte de la isla Trinidad y limita al norte con Beau Pres y Haleland Park-Moka, al sur con Boissiere, al este con Sam Boucaud, St. Anns y Lady Charcellor (todas ellas localidades pertenecientes a la región de San Juan-Laventille) y al oeste con Le Platte y La Seiva.

## Demografía
Datos demográficos de la localidad de Maraval:
| Gráfica de evolución demográfica de Maraval entre 2000 y 2011 |
|                                                               |